# سليم جفافية
سليم جفافية (ولد في 9 أكتوبر- 1978 - ) هو لاعب كرة قدم فرنسي محترف سابق  من أصل جزائري ولد في آرل .لعب كمهاجم ، وأمضى موسم واحد ضمن الدوري الألماني مع فريق هانوفر 96 .

## روابط خارجية
- سليم جفافية على موقع قاعدة بيانات كرة القدم.إي يو (الإنجليزية)
- سليم جفافية على موقع بيانات كرة القدم. دي إي (الألمانية)
- سليم جفافية على موقع عالم كرة القدم.نت (الإنجليزية)
- Salim Djefaflia at fussballdaten.de (in German)